# Wormaldia joosti
Wormaldia joosti là một loài Trichoptera trong họ Philopotamidae. Chúng phân bố ở miền Cổ bắc.